# Arthur Griffith-Boscawen
Arthur Sackville Trevor Griffith-Boscawen, Kt, PC (* 18. Oktober 1865 in Trevalyn Hall, Allington, Denbighshire, Wales; † 1. Juni 1946 in Cottesmore Gardens, Kensington, London) war ein britischer Politiker der Conservative Party, der unter anderem zwischen 1892 und 1906 sowie erneut von 1910 bis 1922 Mitglied des Unterhauses (House of Commons) war. Er war zudem von 1921 bis 1922 Minister für Landwirtschaft und Fischerei sowie zwischen 1922 und 1923 Gesundheitsminister.

## Leben
Arthur Sackville Trevor Griffith-Boscawen war das zweite von vier Kindern des Hauptmanns der Royal Welch Fusiliers Boscawen Trevor Griffith-Boscawen und dessen Ehefrau Helen Sophia Duff, eine Tochter von Vizeadmiral Norwich Duff. Nach dem Besuch der renommierten 1567 gegründeten Rugby School absolvierte er ein Studium am Queen’s College der University of Oxford und war während seines Studiums 1888 Präsident der dortigen Debattiergesellschaft Oxford Union. 
Bei der Wahl vom 4. Juli 1892 wurde Griffith-Boscawen für die Conservative Party erstmals zum Mitglied des Unterhauses (House of Commons) gewählt und vertrat in diesem bis zum 12. Januar 1906 den Wahlkreis Tunbridge. Während dieser Zeit war er von 1895 bis 1900 Parlamentarischer Privatsekretär (Parliamentary Private Secretary) von Schatzkanzler Michael Hicks Beach. Er diente zudem als Oberstleutnant im 3. Bataillon des Queen’s Own Royal West Kent Regiment. Bei der Wahl vom 3. Dezember 1910 wurde er für die konservativen Tories abermals zum Mitglied des Unterhauses gewählt, in dem er nunmehr bis zum 3. März 1921 den Wahlkreis Dudley vertrat. Am 6. Juli 1911 wurde er zum Knight Bachelor (Kt) geschlagen und führte seither den Namenszusatz „Sir“. Nachdem er zwischen dem 5. Dezember 1916 und dem 10. Januar 1919 Parlamentarischer Sekretär im Pensionsministerium war, fungierte er zwischen dem 10. Januar 1919 und dem 13. Februar 1921 als Parlamentarischer Sekretär im Ministerium für Landwirtschaft und Fischerei. Als solcher wurde er am 22. Januar 1920 auch zum Mitglied des Geheimen Kronrates (Privy Council) berufen.
Am 13. Februar 1921 löste Arthur Griffith-Boscawen Arthur Lee, 1. Baron Lee of Fareham als Minister für Landwirtschaft und Fischerei (Minister of Agriculture and Fisheries) in der Regierung Lloyd George ab und bekleidete dieses Ministeramt bis zum 19. Oktober 1922. Am 8. April 1921 wurde er im Wahlkreis Taunton abermals zum Mitglied des House of Commons gewählt und gehörte diesem bis zum 15. November 1922 an. In der darauf folgenden Regierung Bonar Law übernahm er am 24. Oktober 1922 das Amt des Gesundheitsministers (Minister of Health) und übte dieses bis zum 7. März 1923 aus, woraufhin Neville Chamberlain sein Nachfolger wurde.
Sir Arthur Sackville Trevor Griffith-Boscawen war zweimal verheiratet. In erster Ehe heiratete er am 28. Juli 1892 in Langton Green Edith Sarah Williams, die am 17. Juli 1919 verstarb. Diese Ehe blieb kinderlos. Aus der zweiten am 18. August 1921 in St. Michaels in Bray-on-Thames geschlossenen Ehe mit Phyllis Maud Dereham ging die Tochter Penelope Boscawen hervor.

## Veröffentlichungen
- Report on the Inter-allied conference for the study of professional re-education, and other questions of interest to soldiers and sailors disabled by the war, 1917 (Onlineversion)
- Fourteen years in Parliament, 1907 (Onlineversion)